# Ieva Kūlīte
Ieva Kūlīte (Riga, 2 luglio 1988) è un'ex cestista lettone.

## Carriera
Con la Lettonia ha disputato i Campionati europei del 2015.